# Santa Cruz Escandón
Santa Cruz Escandón är en ort i Mexiko.   Den ligger i kommunen San Juan del Río och delstaten Querétaro Arteaga, i den sydöstra delen av landet, 140 km nordväst om huvudstaden Mexico City. Santa Cruz Escandón ligger 1 936 meter över havet och antalet invånare är 1 272.
Terrängen runt Santa Cruz Escandón är kuperad österut, men västerut är den platt. Runt Santa Cruz Escandón är det ganska tätbefolkat, med 230 invånare per kvadratkilometer. Närmaste större samhälle är San Juan del Río, 5,2 km sydväst om Santa Cruz Escandón. Trakten runt Santa Cruz Escandón består i huvudsak av gräsmarker.